# 富山県道296号仏生寺太田線

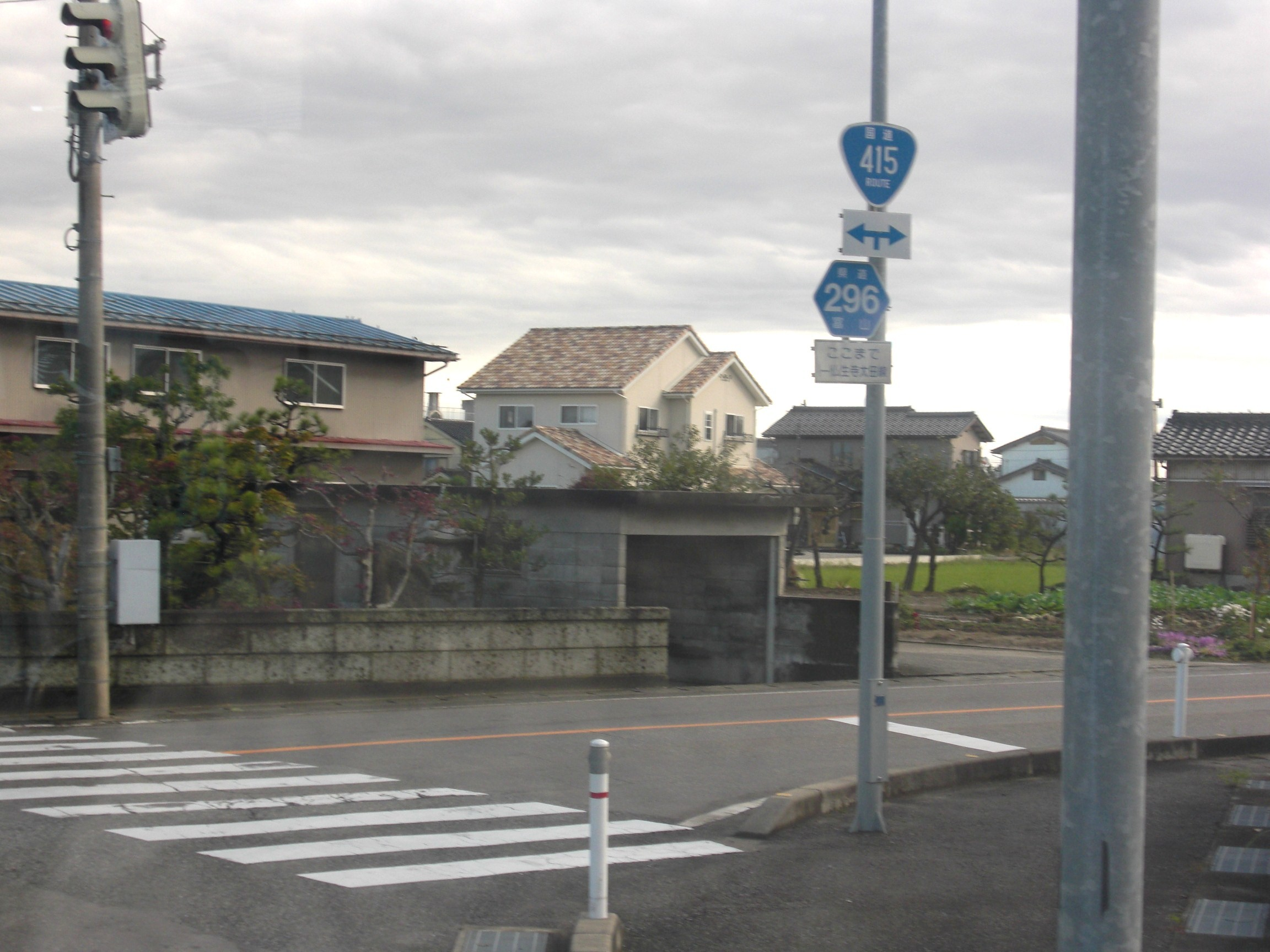
終点

富山県道296号仏生寺太田線（とやまけんどう296ごう ぶっしょうじおおたせん）は、富山県氷見市と同県高岡市を結ぶ一般県道（富山県道）である。

## 概要
- 起点：富山県氷見市仏生寺字峠16[1]（＝富山県道29号高岡羽咋線交点）
- 終点：富山県高岡市太田字上千2392の1[1]（＝太田中村交差点・国道415号交点）

## 歴史
- 1960年（昭和35年）4月23日：路線認定[1]。

## 接続道路
- 富山県道29号高岡羽咋線（氷見市仏生寺：起点）
- 富山県道64号高岡氷見線（氷見市仏生寺）
- 富山県道64号高岡氷見線、富山県道76号氷見惣領志雄線（氷見市惣領）
- 富山県道76号氷見惣領志雄線（氷見市飯久保）
- 富山県道361号五十里氷見線（氷見市神代）
- 富山県道361号五十里氷見線（氷見市堀田）
- 国道160号（氷見市上田子・上田子交差点）
- 国道415号（高岡市太田・太田中村交差点：終点）

## 重複区間
- 富山県道64号高岡氷見線（氷見市仏生寺 - 同市惣領）
- 富山県道76号氷見惣領志雄線（氷見市惣領 - 同市飯久保）
- 富山県道361号五十里氷見線（氷見市神代 - 堀田）

## 通過する自治体
- 富山県
  - 氷見市 - 高岡市 - 氷見市[2] - 高岡市

## 利用状況
2005年度（平成17年度）交通量
| 地点                | 休日24時間交通量 | 平日24時間交通量 |
| 高岡市太田中村722-1 | 1,452台          | 1,956台          |

## 周辺
- 能越自動車道
- 氷見市クリーンセンター
- 氷見市立湖南小学校
- 医療法人社団友愛病院会 陽和温泉病院
- 小松製作所
- 西田温泉
- 国泰寺
- 特別養護老人ホーム 雨晴苑
- 太田自然休養村の森